# Ba'ja
Ba'ja is een neolithische opgravingsplaats 14 km ten noorden van Petra in Jordanië uit omstreeks 7000 v.Chr. Ter plaatse wordt de omgeving van de opgraving "al-Mehmad" genoemd.
Men plaatst de nederzetting in het prekeramisch Neolithicum B of PPNB. Ba'ja is vooral bekend voor haar verborgen en ontoegankelijke locatie tussen steile zandsteenformaties. Men moet 20 -30 minuten door een smal en diep (70 m) ravijn (siq) klauteren om bij de nederzetting te komen. Ba'ja was een zogenaamde "mega-nederzetting" in een minder gunstige omgeving.

## Ontoegankelijk
Mogelijke redenen om op een zo ontoegankelijke plaats te leven waren:
- De tendens op het einde van de PPNB-periode om beschermde omgevingen te scheppen
- Conflicten over de middelen van bestaan met andere groepen
- Rijkdom door de productie van luxe goederen (ringen uit zandsteen) die extra bescherming noodzakelijk maakte
- Een symbolische of rituele factor (ze was alleen toegankelijk door een smalle ravijn; de Siq)

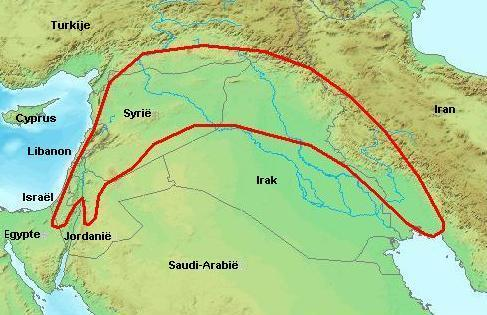
Vruchtbare sikkel

In Zuid-Anatolië en het westelijke deel van de vruchtbare sikkel voltrok zich in het 8e en 9e millennium v. Chr. de omschakeling van jager-verzamelaars naar een gevestigd bestaan. De heterarchie (horizontale of bottom-up organisatie) van de gemeenschappen verdween. Daarmee ontstonden compleet nieuwe ideeën op het ruimtelijke, rituele en sociale vlak. En daarmee ook een nieuwe identiteit voor de mensen. Mede door onderlinge competitie, ontstond een snelle verruiming van de kennis (over het beheer van de natuurlijke hulpbronnen) en een technologische vernieuwing. Men kon zich nu economisch aanpassen en omgaan met tekorten in de opbrengst van de omgeving, iets wat daarvoor onmogelijk was.
Ba'ja toont wat er op sociaal gebied gebeurde met "mega-sites" als Sifiya, 'Ain Jammam, Basta, 'Ain Ghazal etc.: 
- Gezamenlijke organisaties beschermden en bestuurden nu de interesses van het individu.
- Grotere groepen van verwanten vervingen de kleine families.
- Behalve werken voor het levensonderhoud en het huishouden zijn er nu taken voor de gemeenschap (die hierdoor sociaal en economisch sterker wordt).

Daarmee kwamen er echter toenemende conflicten tussen en binnen de nederzettingen. Deze conflicten kunnen een van de redenen zijn waarom deze mega-nederzettingen rond ca. 6500 - 6900 v. Chr. plotseling zo sterk zijn gekrompen ("Hiatus Palestinien"). Rond 6200 v. Chr. vond dan ook nog de Misox-klimaatverandering plaats: een door klimatologen zo genoemde ontwikkeling, waarbij de temperatuur over de hele wereld enkele graden daalde.
Een ander argument voor het kiezen van deze locaties door de mensen van Ba'ja is gelegen in de Siq die de zuidelijke grens van de nederzetting vormt. Hier zijn de omstandigheden ideaal voor het opvangen van regenwater dat vanaf een grote helling in het oosten naar beneden stroomt. Tegenwoordig is er geen bron in de buurt, maar elke potentiële bron zou te ver weg zijn geweest en te moeilijk om te bereiken, om te voldoen aan de dagelijkse behoeften van een gemeenschap met die grootte (er moet 20 - 30 minuten door de Siq geklauterd worden om binnen of buiten de nederzetting te raken). Er is een (stilzwijgend aangenomen maar onbewezen) stelling dat de neolithici geen dammen bouwden voor de beheersing en opslag van water. Als we die stelling overboord zetten, en kijken naar de uitstekende condities hiertoe onderaan de nederzetting, dan vinden we in het verzamelen van regenwater een sterk argument voor de keus van deze plaats voor de nederzetting. Er zijn aanwijzingen voor water-opslagplaatsen van 180 m3.

## Huizen
Ba'ja lag in een vallei omgeven door bergen, steile rotsen en diepe ravijnen. Er was maar 1,2 tot 1,5 hectare beschikbaar voor 600 inwoners en dus moest er met de ruimte geschipperd worden. De huizen lagen deels tegen (zeer) steile hellingen aan (tot 45°). Daarom was er een zeer dichte bebouwing, ontstonden er huizen met meerdere woonlagen, en werd de stadsplattegrond vaak gewijzigd. 
Er zijn gebouwen gevonden met muren tot 4,20 meter. De huizen hadden meestal een kelder met daarop minstens 2 verdiepingen. Er zijn ook bewijzen voor huizen met 3 verdiepingen. De huizen hadden van binnen een trap tussen de verdiepingen.

## Vondsten
Er zijn opgraving gedaan onder leiding van Gebel en Hermansen. De ontoegankelijkheid van Ba'ja heeft als voordeel dat de nederzetting betrekkelijk ongeschonden de tand des tijds heeft doorstaan.
Men vond een gemeenschappelijke begraafplaats in een klein kamertje (ca. 0,6 m2) met een wonderlijke muurschildering.. Er lagen 3 volwassenen en 9 zeer jonge kinderen in begraven. Er werden geen pathologische afwijkingen geconstateerd. De doden zijn in intervallen na elkaar bijgezet, waarbij telkens de botten van de voorafgaande doden naar de kant van het kamertje werden geduwd en de nieuwe dode in het midden werd gelegd. Het graf was al tijdens het neolithicum geschonden. Toch is er nog veel gevonden: talloze kralen, 9 pijlpunten, een gebroken dolk, een parelmoeren ring, een strijdhamer en een prachtig parelmoeren sieraadje onder de schedel van een baby. Overal in het graf lag rode oker die ook de botten en andere vondsten gedeeltelijk rood kleurde. Deze begraafplaats lijkt niet een speciale selectie mensen te bevatten. Het lijkt eerder een afspiegeling van de normale sterfte-verdeling binnen een grote familie. Het grote aantal kinderen dat gevonden is, heeft waarschijnlijk te maken met de hoge kindersterfte in Ba'ja.

## Het dorpsleven
Waarschijnlijk werd het leven van het dorp geregeld in een "vlakke hiërarchie" waarbij de hoofden van de grote families bijeenkwamen binnen een soort consensusmodel. Mogelijk stond hier nog een soort "chef" boven.
Waarschijnlijk was het dorp welvarend doordat er zandstenen ringen werden gemaakt en verkocht. Ze duiken op tot in Centraal-Jordanië en waren zeker een ruilobject. Deze werden geproduceerd in een soort samenwerkingsverband: het leek op een massa-fabricage-proces. De ringen werden in stappen bewerkt: een persoon deed een stap met een aantal stenen, dan ging het stapeltje naar een andere persoon die de volgende stap deed enz. Er was dus al een vorm van specialisatie en een begin van sociale hiërarchie. De ringen hadden individuele trekjes van de makers. Elk huis had een werkplaats (voornamelijk in de kelders) voor de productie van deze zandstenen ringen.
Er was veeteelt en er werd gejaagd. Er zijn aanwijzingen voor de productie van bont (panter, vos en klipdas).
Er is duidelijk bewijs voor magische praktijken en rituelen, meest in de vorm van het verstoppen van voorwerpen (bijvoorbeeld bijlen en stenen kommetjes) en menselijke of dierlijke overblijfselen. Ze werden in en tussen de muren en vloeren verstopt.